# Asarum minamitanianum
Asarum minamitanianum là một loài thực vật có hoa trong họ Aristolochiaceae. Loài này được Hatus. mô tả khoa học đầu tiên năm 1970.